# Rivierslingerworm
De rivierslingerworm (Isochaetides michaelseni) is een ringworm uit de familie van de Naididae. De wetenschappelijke naam van de soort is voor het eerst geldig gepubliceerd in 1937 door Lastockin.